# Sapad
Sapad (Bayan ng Sapad) är en kommun i Filippinerna. Kommunen ligger på ön Mindanao, och tillhör provinsen Lanao del Norte. Folkmängden uppgår till 15 167 invånare.

## Barangayer
Sapad är indelat i 17 barangayer.
| - Baning - Buriasan (Pob.) - Dansalan - Gamal - Inudaran I - Inudaran II - Karkum - Katipunan - Mabugnao | - Maito Salug - Mala Salug - Mama-anon - Mapurog - Pancilan - Panoloon - Pili - Sapad |